# Hamtramck

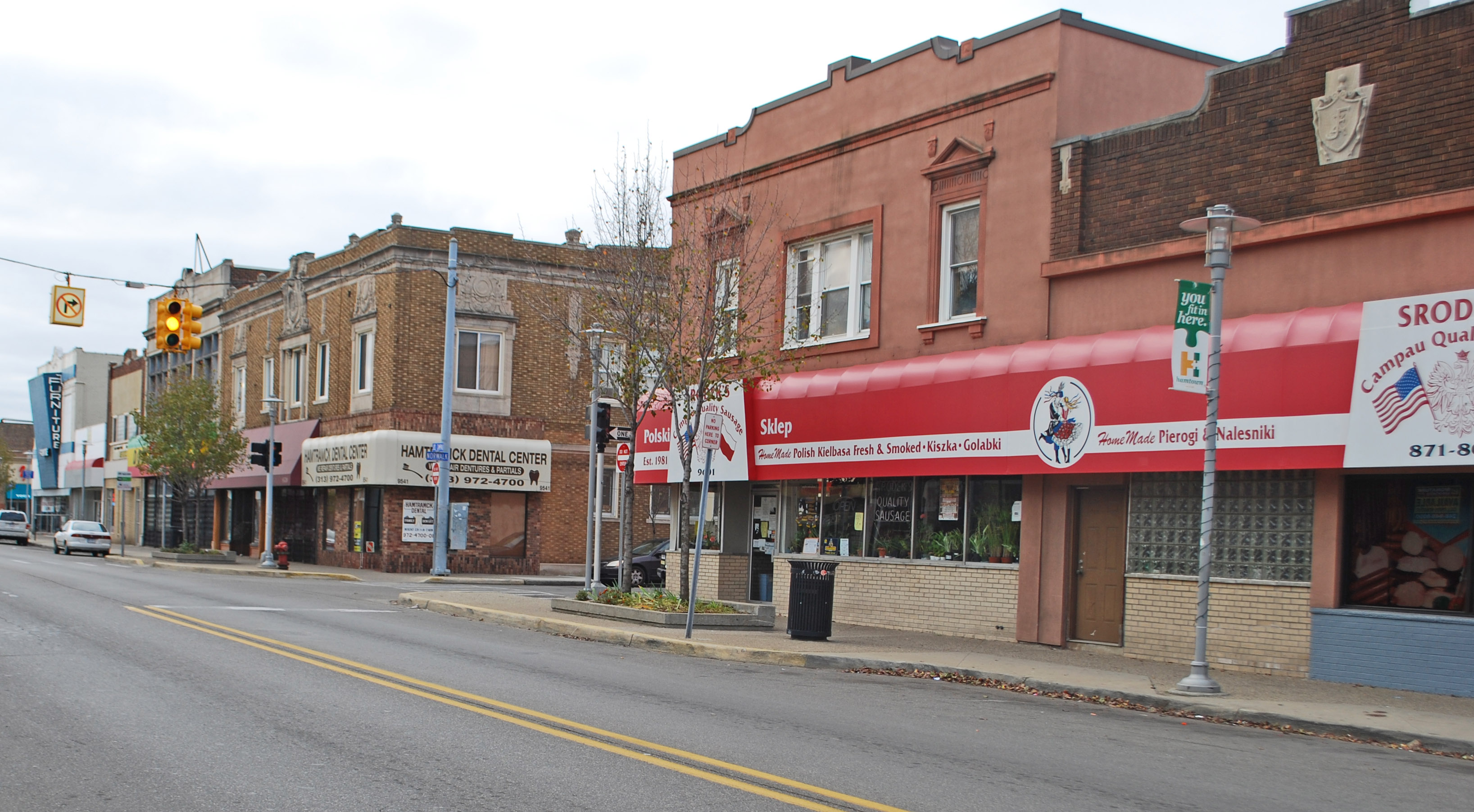
Polskie akcenty: sklepy w Hamtramck

Hamtramck – miasto (city) w Stanach Zjednoczonych, w stanie Michigan, w hrabstwie Wayne, położone w aglomeracji Detroit, na północ od jego centrum. Wraz z sąsiednim Highland Park tworzy enklawę otoczoną całkowicie przez miasto Detroit. Liczba mieszkańców w 2010 roku wynosiła 22 423.
Osada powstała na początku XVII w. jako ośrodek handlu futrami. W 1914 r. bracia Dodge (John i Horace) otworzyli fabrykę samochodów, powodując duży napływ polskich imigrantów. W ciągu dekady liczba mieszkańców zwiększyła się kilkunastokrotnie. W 1922 zawiązano korporację miejską (prawa miejskie). W granicach miasta znajduje się jedna z największych fabryk General Motors. W mieście rozwinął się przemysł samochodowy, mięsny, maszynowy, spożywczy oraz chemiczny. 

## Przemiany demograficzne
Do lat 80. XX wieku większość mieszkańców była pochodzenia polskiego, w latach 70. Polacy stanowili 90%, a w roku 2010 około 15%.
W oszacowaniu United States Census Bureau z roku 2019, na podstawie danych ze spisów powszechnych  określono, że "polskie" pochodzenie ma 6,8% +/- 1,4% populacji, którą określono na 21 822 osoby. Był to najwyższy współczynnik z języków europejskich, przed Niemcami (1,4% +/- 0,5%) i Irlandczykami (1,3%+/-0,4%). W tym samym oszacowaniu podano, że 2,7% +/-1,2% ludności ma korzenie "amerykańskie", a 25% +/-3,5% respondentów określa swoje pochodzenie jako "arabskie". Jednak składniki procentowe tego oszacowania nie sumują się do 100%, a tylko do około 42%, przy czym każda z wartości określona jest z dużym błędem. Możliwe, że wiele osób uznaje pytanie o jednoznaczne określenie pochodzenia przodków za zbyt trudne. W spisie przeprowadzonym w roku 2020 ludność miasta okazała się znacznie większa (28 433 osoby) niż przyjęto we wcześniejszych oszacowaniach. Widoczny był znaczny jednak wzrost odsetka osób podających swoje pochodzenie jako arabskie.

## Wybory 2021
W wyniku wyborów w listopadzie roku 2021 Hamtramck stało się pierwszym miastem w USA, w którym zarówno stanowisko burmistrza, jak i wszystkie miejsca w radzie miasta przypadły amerykańskim muzułmanom, w większości pochodzenia jemeńskiego, a w składzie nowej rady znalazła się również  muzułmanka pochodzenia polskiego, Amanda Jaczkowski. Karen Majewski, która sprawowała urząd burmistrza przez 16 lat, przekaże obowiązki zwycięzcy wyborów, którym został Amer Ghalib.